# ビルマ アイドル
『ミャンマーアイドル』（ビルマ語: မြန်မာအိုင်ဒေါ、ALA-LC翻字法: Mranʻ mā ʼuiṅʻ do、IPA: [mjəmà ʔaɪndɔ́] ミャマー・アインドー; 英語: Myanmar Idol）はミャンマー国立テレビ （MNTV）で放送される人気のミャンマーの歌唱コンテストテレビシリーズである。2015年の最初のシーズンは、ミャンマー・タイムズ紙から「大当たり」と評された。その好評さのため、2020年に第5シーズンが制作されることとなった。シーズン3以来、コンテストの形式は上位4+1のワイルドカード方式が採用されている。

## 審査員
- イェーレー（英語版）（ရဲလေး）: シーズン1
- チャンチャン（英語版）（ချမ်းချမ်း）: シーズン1
- メイ・スウィート（英語版）（မေဆွိ）: シーズン1、2
- ミャンマー・ピーテインタン（မြန်မာပြည်သိန်းတန်）: シーズン2、3
- ティンザーモー（英語版）（တင်ဇာမော်）: シーズン2、3、4
- ヤンアウン（英語版）（ရန်အောင်）: シーズン3
- ミョーチョーミャイン（英語版）（မျိုးကျော့မြိုင်）: シーズン3
- アウンコーラッ（英語版）（အောင်ကိုလတ်）: シーズン4
- ピューピューチョーテイン（英語版）（ဖြူဖြူကျော်သိန်း）: シーズン4

## 優勝者
- ソーラートーワー（စောလားထော်ဝါး）: シーズン1
- ターンゲー（英語版）（သားငယ်）: シーズン2
- ピョーミャッアウン（英語版）（ဖြိုးမြတ်အောင်）: シーズン3
- エスター・ドッチンソン（英語版）（အက်စတာဒေါ့သ်ချင်းဆုန်）: シーズン4

## シリーズの概要
アメリカン・アイドルやその他のIDOLシリーズの成功に触発されて、シュエタンルウィン社は同じ形式と方法でシリーズのミャンマー版を制作した。スカイネットのミャンマーネットワークテレビで放送された結果、かつてミャンマーで最も人気のあった歌唱コンテストシリーズであった『夢出会あう時』（ビルマ語: အိပ်မက်ဆုံရာ）や『メロディーと世界』（ビルマ語: သံစဉ်များနှင့်ကမ္ဘာ; 英: en:Melody World）よりも高い人気を得るようになっていった。 

### 司会と審査員
『ミャンマーアイドル』の初シーズンではいずれもミャンマーの歌手であるイェーレー、チャンチャン、メイ・スウィートの3人が審査員として起用された。 それ以降ティンザーモー 、ミョーチョーミャイン、ミャンマー・ピーテインタン、ヤンアウン、アウンコーラッ、ピューピューチョーテインを含む3-4人の審査員が入れ替わりで審査員団に参加した。番組の司会はシーズン1以来、チョーテッアウン（ကျော်ထက်အောင်）が務めている。

### シーズン1
2015年、ミャンマーアイドルの初シーズンはヤンゴン、マンダレー、パテイン、タウンジーという4つの主要都市でオーディションを行った。このシリーズではイェーレー、チャンチャン、 メイ・スウィートの3名が審査員として上位11組のファイナリストを選出した。番組が進行して残った上位3組のファイナリストであるソーラートーワー、エムゾーレイン（အမ်ဇော်ရိန်）、フニンズィーメー（Hninzi May）がグランドファイナルショーに進出し、ソーラートーワーが『ミャンマーアイドル』の初代優勝者となった。 

### シーズン2
2016年のシーズン2ではティンザーモー、ミャンマー・ピーテインタン、 メイ・スウィートの3名が審査員を務めた。オーディションはヤンゴン、マンダレー、ネーピードー、タウンジー、パアンの5つの主要都市のほか他の都市のバスでも開催された。その後審査員たちは上位10名のファイナリストを決め、さらに候補が絞られた2017年3月25日のグランドファイナルでは選ばれた2名のファイナリスト、ターンゲーおよびビリー・ラミンエー（ဘီလီလမင်းအေး）が3つの曲で競うこととなった。全国での投票結果が集計され、ターンゲーが第2シーズンの優勝者として発表された。

### シーズン3
2018年のシーズン3では、前シーズンのミャンマーピーテインタンとティンザーモーに加えヤンアウンとミョーチョーミャインの2名が新たに審査員として加わった。グランドファイナルに進出者のうち、チャンミェマウンチョー（ချမ်းမြေ့မောင်ချို）は病気のため参加できなくなった。第3シーズンの覇者となったのはピョーミャッアウンであった。ゾージー（Zaw Gyi）は準決勝でワイルドカードで復活した。 
上位11のファイナリストはピョーミャッアウン、チャンミェマウンチョー、ゾージー、ングウェズィンライン（Ngwe Zin Hlaing）、ネーカンミンティッ（Nay Khant Min Thit）、Nilen Parmawi、メーマディー（May Madi）、ピェーピョー（Pyae Phyo）、ノージャス（Naw Jas）、ナンシュエ（Nan Shwe）、スワン・ピェーアウン（Swan Pyae Aung）であった。

### シーズン4
『ミャンマーアイドル』シーズン4はチャンネル9で放映された。審査員はティンザーモー 、ピューピューチョーテイン 、アウンコーラッの3名であった。ファイナリストはベンジャミン・ソン（ဘင်ဂျမင်ဆုမ်း）、エーミャピュー（အေးမြဖြူ) 、エスター・ドッチンソン 、ヨーキー（ယောကီး）、テッインザーリー（ထက်အဉ္ဇာလီ）、ノーセーセートゥー（Naw Say Say Htoo）、ネーリンチョー（Nay Lin kyaw）、チュースィッハン（Chu Sit Han）、Hninn Ei Ei Win、タンクンチョー（Tan Khun Kyaw）、Saw Chris Moo Ler の11名であった。タンクンチョーはチャンネル-9ワイルドカードで準決勝に復活した。 チャンスィッハン、ネーリンチョー、Hninn Ei Ei Win、タンクンチョー、テッインザーリー、ノーセーセートゥー、ヨーキーがチャンネル9ワイルドカードにノミネートされた。 グランドファイナル進出者は、ベンジャミン・ソン 、エーミャピュー、エスター・ドッチンソンの3名であった。グランドファイナルの開催地は従来通りヘキサゴンコンプレックス（Hexagon Complex）で、投票は2019年12月20日の上位4+1の演技後から同28日までの間に行われ、放送時刻は20:30であった。エスター・ドッチンソンが『ミャンマー・アイドル』の第4シーズンにして番組史上初の女子の優勝者となった。